# Cinquième flotte des États-Unis
Pour les articles homonymes, voir 5e flotte.
La cinquième flotte des États-Unis (United States Fifth Fleet) est une flotte de l'US Navy. Elle a été créée le 26 avril 1944, puis supprimée en janvier 1947. Dans les années 1990, à la suite de la guerre du Golfe, l'état-major a décidé de créer une flotte chargée des forces navales au Moyen-Orient, charge qui incombait auparavant à la VIIe flotte qui était en plus chargée de l'océan Indien et du Pacifique Ouest. Elle est donc recréée le 1er juillet 1995. Son quartier général (NSA Bahrain) se trouve à Manama, au Bahreïn. Le soulèvement bahreïnien de 2011 aurait conduit le commandement américain à envisager d'implanter le quartier général de la flotte dans un pays plus stable, le Qatar ou les Émirats arabes unis. La Ve flotte opère sous l'autorité du CENTCOM.

## Opérations menées
Elle a participé à plusieurs conflits, dont les principaux sont :
- la guerre du Pacifique pendant la Seconde Guerre mondiale, où elle était sous le commandement de l'amiral Raymond Spruance ; en juin 1944, elle est la plus grande flotte de combat au monde avec 535 navires de guerre[2].
- la guerre en Afghanistan en 2001, avec comme principaux navires de guerre les porte-avions USS Enterprise (CVN-65), USS Kitty Hawk (CV-63), USS Theodore Roosevelt (CVN-71), USS Carl Vinson (CVN-70) et USS John C. Stennis (CVN-74) ;
- l'invasion de l'Irak en 2003, avec comme principaux navires de guerre les porte-avions USS Kitty Hawk (CV-63), USS Constellation (CV-64), USS Theodore Roosevelt (CVN-71), USS Abraham Lincoln (CVN-72) et USS Harry S. Truman (CVN-75) et les porte-hélicoptères USS Tarawa (LHA-1), USS Nassau (LHA-4), USS Saipan (LHA-2), USS Kearsarge (LHD-3), USS Bataan (LHD-5), USS Boxer (LHD-4) et USS Bonhomme Richard (LHD-6) ;
- l'opération Enduring Freedom jusqu'en 2021.

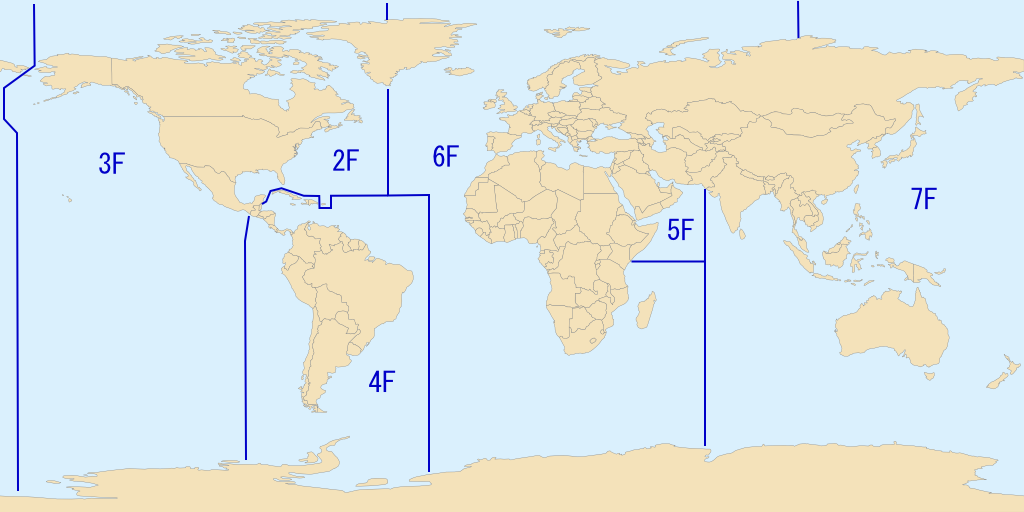
Zone de responsabilité des flottes américaines depuis 2009.